# Ilda Chambe
Ilda da Gloria Chambe (Maputo, 19 aprile 1987) è un'ex cestista mozambicana.

## Carriera
Con il Mozambico ha disputato i Campionati mondiali del 2014.